# Gliese 777 Ac
Gliese 777 Ac, aussi connue comme HD 190360 c (formellement HD 190360 Ac), est une exoplanète située à 0,128 UA de son étoile Gliese 777 A. Gliese 777 Ac, avec une masse minimale de 18 fois celle de la Terre, serait une « Neptune chaude » ou une planète tellurique géante.

## Désignation
HD 190360 c a été sélectionnée par l'Union astronomique internationale (IAU) pour la procédure NameExoWorlds, consultation publique préalable au choix de la désignation définitive de 305 exoplanètes découvertes avant le 31 décembre 2008 et réparties entre 260 systèmes planétaires hébergeant d'une à cinq planètes. La procédure débutée en juillet 2014 s'est achevée en août 2015 par l'annonce des résultats lors d'une cérémonie publique, dans le cadre de la XIXe Assemblée générale de l'IAU tenue à Honolulu (Hawaï).